# Konserthusdebatten om svensk film
Konserthusdebatten om svensk film genomfördes 25 februari 1937 i Stockholms konserthus. Den anordnades av Sveriges Författareförening och har i hög grad bidragit till eftervärldens bild av den svenska 1930-talsfilmen. Som Leif Furhammar skriver i Filmen i Sverige (sid 127):
"Carl Björkman sammanfattade sitt anförande med de bevingade orden 'Svensk film en skamfläck för vår kultur'. Den bedömningen skulle länge bli bestämmande för svensk trettiotalsfilms renommé i bildat svensk films medvetande."
En utlösande faktor tycks vara filmen Pensionat Paradiset som haft sin premiär en kort tid innan den 8 februari och som föranlett Carl Björkman till en nedgörande recension över tre spalter där en del av kritiken gick ut på att filmen bidrog till att riva ner det som folkbildningen byggt upp.
Ett ofta förekommande missförstånd gäller att debatten kom att handla om den så kallade pilsnerfilmen. Ingenstans  nämns denna term i själva debatten på Konserthuset, eller med något enstaka undantag i den debatt i pressen som mötet initierade

## Förpostfäktning
Debatten på Konserthuset var inte första gången som de svenska författarna gick till storms mot svensk film. Mötet på hotell Kronprinsen 27 oktober 1933 kan ses som en förövning till vad komma skulle. Detta "Slaget på Kronprinsen" kom främst att bli ihågkommen för ett par yttranden som fälldes under debatten och som kom att citeras i senare sammanhang. Det ena var advokat Henning von Melsteds tillspetsade formulering om att film var fotograferad smörja. Det andra var ett yttrande som fälldes av Svensk Filmindustris direktör Olof Andersson på frågan om vad en god film var. Det finns en viss oenighet om vad han egentligen yttrade. Enligt en version sade han att en film som inte kunde ge tillbaka vad den kostat var en dålig film. Yttrandet kom senare att refereras vid Konserthusmötet. Där gav Andersson den förklaringen att han enbart yttrat orden i egenskap av producent, underförstått att han inte lagt några kvalitetsmässiga aspekter på det hela (Anderssons anförande finns refererat i Biografbladet 1933 nr 6). Sammanfattningsvis kan man säga att mötet kom att efterlämna en ömsesidig känsla av misstänksamhet och oförståelse mellan filmindustrin och författarna. Filmbranschens företrädare brukade också då och då förklara att författarna inte kunde skriva filmiskt.

## Konserthusmötet
Den anklagande sidan representerades främst av inledningsanföraren Carl Björkman,författaren Vilhelm Moberg, kulturskribenten Ivar Harrie och folkbildarna Carl Cederblad och Gunnar Hirdman. Försvarssidan representerades främst av Svensk Filmindustris direktör Olof Andersson, regissörerna Per-Axel Branner, Gustaf Edgren, Carlo Keil-Möller och Weyler Hildebrand. Mötet sändes också i radio och finns delvis bevarad i Sveriges Radios arkiv.
Carl Björkmans inledningsanförande hade rubriken "Svensk film - kultur eller kulturfara?", senare utgiven som en broschyr. Det var ett generalangrepp på svensk film för att vara i hans ögon bland annatintellektuellt undermålig, moralisk undermålig och undermålig som smak. Den har i detta nu inte något värde att ge en svensk publik, för bildade svensk åskådare är den inte till någon glädje. Därefter fortsatte han att ge en sammanfattning av de senaste årens svenska filmproduktion som han hävdade till åttioåtta procent bestod av farser, lustspel och enklare komedier. Endast fem procent hade ett tragiskt syfte eller åtminstone allvarsam innebörd. Sedan gjorde han sammanfattning av innehållet i några av de senaste svenska filmerna och tog exempel bland annat ur Pensionat Paradiset. En sak som särskilt gjort honom upprörd var inslag av cross dressing i ett par filmer,   Pensionat Paradiset (vilket också framkom tydligt i hans recension) och Ä´ vi gifta?. Björkman sammanfattade sitt inlägg med orden "Svensk film - en skamfläck för vår kultur".
Olof Andersson opponerade sig mot detta och hävdade att Svensk Filmindustri inte velat ockra på dålig smak. Man kunde ha tagit miste och lyckats bättre och sämre men tillbakavisande bestämt att man medvetet sänkt en films nivå för att göra den mer begärlig för den breda publiken. Ha gav också en del exempel på några av de senaste SF-filmerna och ansåg att Svensk Filmindustri inte behövt skämmas för denna produktion och ingen skulle påstå att de filmerna var en skamfläck för svensk kultur. Han protesterade också mot att kalla publiken för "pöbel och pack". Den svenska publiken var ifråga om film den mest nogräknade publik i världen och sade sig vara stolt att arbeta för en sådan publik.
Vilhelm Moberg sade sig se räddningen i de svenska författarna som skulle kunna ge vad svensk film saknar nämligen innehåll, ande och fabuleringsförmåga. Svensk film må vara tekniskt oklanderlig men det fanns en skrämmande kontrast mellan den fulländade yttre formen och det andefattiga innehållet. Den stora utvecklingen av tekniken visar på en fara för vår tid nämligen att den gett möjligheten att reproducera dumheten och stupiditeten i massupplaga.
Övriga representanter för filmbranschen invände starkt mot Björkmans och Mobergs inlägg. Nils Beyer som varit verksam som lektör och manuskriptgranskare hos SF försäkrade att man noga gått igenom utgivningen av all skönlitteratur i Sverige för att försöka hitta något användbart och sammanfattade att litterära kvalifikationer inte behövde vara identiska med filmatiska. Per-Axel Branner menade att Carl Björkman gjort sig skyldig förenkling i sin frågeställning och att den var ett slag i ansiktet på den allvarligt arbetande filmmannen och han anklagade Björkman för ett sensationellt förvridandet av fakta som drog ner hela debatten.
Man kan konstatera att Carl Björkman gjorde sig skyldig till en del självmotsägelser i sitt anförande. Han hade de facto tidigare varit positiv till flera av de filmer han infogat som skräckexempel (bland annat Äventyret). Något som efteråt påpekades av en osignerad artikel i Ny Dag 2 mars 1937 "Den svenska filmens Vimmerbytappning" och i en krönika av signaturen Berco (Berndt Carlberg) Aftonbladet 26 februari 1937.
Redan på förhand hade Stockholms filmkritikerkår varit skeptisk till mötet och man menade att film trots allt inte dras över en kam och den med vissa undantag förändrats till det bättre. Kritiken bestod även efter mötet och en kritiker som Bengt Idestam-Almquist (sign Robin Hood) ansåg i Stockholms-Tidningen (21 mars) att svensk film ingalunda var en "skamfläck", det fanns många filmer som motbevisade detta. Svenska Dagbladets Eveo (Erik Wilhelm Olson) som på förhand varit skeptisk till mötet konstaterade efteråt (1 mars) helt kort att "onyanserat rabalder blev kontentan av det hela" och några dagar senare (7 mars) sammanfattade han "Något mer vittsvävande och ofta även osakligt än en offentlig svensk filmdiskussion får man leta efter". Kritiken mot mötet kan man säga fick en sammanfattning av Göteborgs-Postens kulturchef Elis Andersson (27 februari 1937): "Det är tråkigt att den svenska kulturen skall vara så skör. Nu håller svensk film på att slå sönder den, om man får tro opinionsmötet. Hur kan egentligen så kallat bildat folk prata sådant strunt!"
Svensk Filmindustris motdrag till Carl Björkmans broschyr blev en egen med titeln "Frågan blev med nej besvarad" där man samlat en rad inlägg från debatten kring mötet som uttryckt kritik mot Carl Björkman och dennes meningsfränder. Även folkbildarsidan, som vid mötet representerat den kritiska sidan (Carl Cederblad och Ivar Harrie) var inte heller odelat positiv till anklagelserna mot svensk film. Jalmar Furuskog pekade i en artikel på de faktiska svårigheter som svensk film brottades med. Även om man kunde instämma i en del av kritken ansåg han att Björkmans mfls utfall som överdrivna och att svensk film faktiskt erbjudit en del gott genom åren.

## Epilog till debatten
Ett år senare sammanfattade Carl Björkman i Dagens Nyheter (4 juni 1938) den utveckling som skett: "Ett erkännande skall villigt ges: fjolårets allsvenska demonstration mot den svenska filmens bildningsfientlighet, dess låghet och gemenhet, har burit frukt. Man riskerar numera endast i undantagsfall att råka ut för muntrationer av det slag som dessförinnan endast alltför flitigt bjöds på i Paradisets lustgård. Skall man numera anmärka på något i den svenska filmen, måste man - även med risk för att bli beskylld att aldrig låta sig göra sig till lags - snarare komma med den märkningen att den svenska filmen är alltför allvarsam och sansad, alltför högaktningsfull".